# Gossip (logiciel)
Pour les articles homonymes, voir Gossip.
 (septembre 2012).
Gossip est un logiciel libre client de messagerie instantanée pour le réseau standard ouvert Jabber (XMPP).

## Présentation
Gossip est un logiciel libre pour GNU/Linux et quelques autres systèmes de type Unix. Il a été conçu avec les bibliothèques de l'environnement GNOME. Ce client Jabber a pour particularité d'être très simple à l'utilisation.

## Copies d'écran

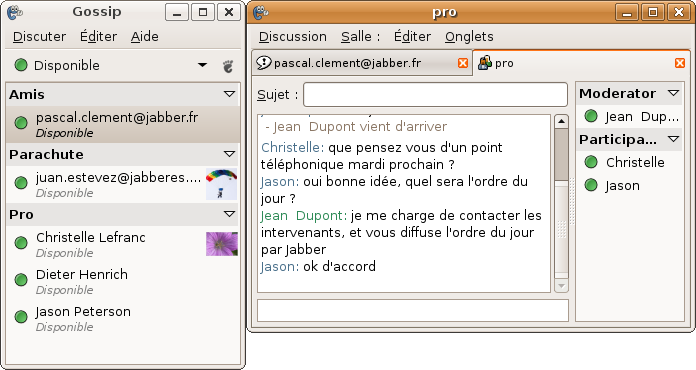
Gossip, avec liste de contacts et fenêtre de chat